# Ayman Otoom

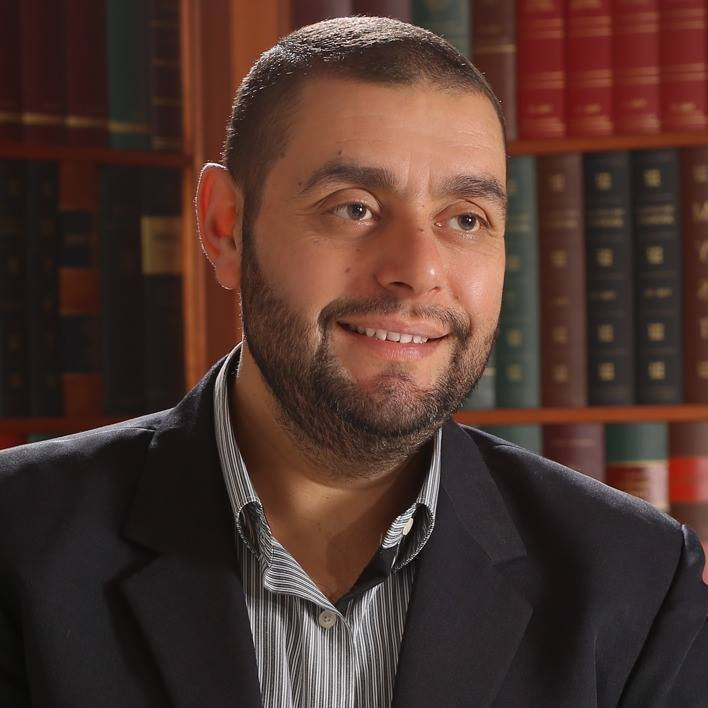
Ayman Otoom

Ayman Otoom (arabisch أيمن العتوم) (geboren 2. März 1972 in Gerasa, Jordanien) ist ein jordanischer Romanschriftsteller.

## Biografie
Ayman Otoom erhielt seine Sekundarschulausbildung im Emirat Adschman. In der Folge studierte er an der jordanischen Universität für Wissenschaft und Technologie und erwarb 1997 einen Bachelor im Bauingenieurwesen.
1999 schloss er die Yarmuk-Universität mit einem BA in arabischer Sprache ab und absolvierte das Aufbaustudium an der Universität von Jordanien. Den Master- und Doktorgrad in arabischer Sprache in Grammatik und Sprache erwarb er in den Jahren 2004 und 2007.
Ayman Otoom ist vor allem für seinen im Jahr 2012 veröffentlichten Roman My Friend, Prison bekannt, der die persönlichen Erfahrungen des Schriftstellers in jordanischen Gefängnissen in den Jahren 1996 und 1997 als politischer Gefangener zum Ausdruck bringt. Er veröffentlichte auch mehrere Gedichtsammlungen, darunter Take Me to the Al-Aqsa Mosque im Jahr 2013.

## Kulturelle Aktivitäten und Arbeiten
Ayman Otoom war zwischen 1994 und 1999 Gründer einer Reihe von Literaturkomitees und Buchclubs an der Jordanischen Universität für Wissenschaft und Technologie, der Yarmuk-Universität und der Universität von Jordanien.

## Veröffentlichungen

### Romane
- My Friend, Prison (2012)
- They Hear Her Whispering (2012)
- The Taste of Death (2013)[7]

### Gedichte
- Take Me to the Al-Aqsa Mosque (2013)[8]